# WTA Tour 2010
WTA Tour 2010 – sezon profesjonalnych kobiecych turniejów tenisowych organizowanych przez Women’s Tennis Association w 2010 roku. WTA Tour 2010 obejmuje turnieje wielkoszlemowe (organizowane przez International Tennis Federation), turnieje rangi Premier Series, turnieje rangi International Series, Puchar Federacji (organizowane przez ITF), zawody Commonwealth Bank Tournament of Champions oraz mistrzostwa WTA Tour Championships.

## Klasyfikacja turniejów
| Wielki Szlem         |
| Turniej Mistrzyń     |
| Premier Mandatory    |
| Premier 5            |
| Premier Series       |
| International Series |

## Styczeń
| Data        | Turniej                                                   | Zwyciężczynie                    | Wynik             | Finalistki                        | Półfinalistki                     | Ćwierćfinalistki                                                     |
| ----------- | --------------------------------------------------------- | -------------------------------- | ----------------- | --------------------------------- | --------------------------------- | -------------------------------------------------------------------- |
| 4 stycznia  | Brisbane International Brisbane International Series      | Kim Clijsters                    | 6:3, 4:6, 7:6(6)  | Justine Henin                     | Andrea Petković Ana Ivanović      | Lucie Šafářová Daniela Hantuchová A. Pawluczenkowa Melinda Czink     |
| 4 stycznia  | Brisbane International Brisbane International Series      | Andrea Hlaváčková Lucie Hradecká | 2:6, 7:6(3), 10:4 | Melinda Czink A. Parra Santonja   | Andrea Petković Ana Ivanović      | Lucie Šafářová Daniela Hantuchová A. Pawluczenkowa Melinda Czink     |
| 4 stycznia  | ASB Classic Auckland International Series                 | Yanina Wickmayer                 | 6:3, 6:2          | Flavia Pennetta                   | Francesca Schiavone Szachar Pe’er | Dominika Cibulková Alizé Cornet Kimiko Date-Krumm Marija Kirilenko   |
| 4 stycznia  | ASB Classic Auckland International Series                 | Cara Black Liezel Huber          | 7:6(4), 6:2       | Natalie Grandin Laura Granville   | Francesca Schiavone Szachar Pe’er | Dominika Cibulková Alizé Cornet Kimiko Date-Krumm Marija Kirilenko   |
| 11 stycznia | Medibank International Sydney Premier Series              | J. Diemientjewa                  | 6:3, 6:2          | Serena Williams                   | Aravane Rezaï Wiktoryja Azaranka  | Wiera Duszewina Flavia Pennetta Dominika Cibulková Dinara Safina     |
| 11 stycznia | Medibank International Sydney Premier Series              | Cara Black Liezel Huber          | 6:1, 3:6, 10:3    | Tathiana Garbin Nadieżda Pietrowa | Aravane Rezaï Wiktoryja Azaranka  | Wiera Duszewina Flavia Pennetta Dominika Cibulková Dinara Safina     |
| 11 stycznia | Moorilla Hobart International Hobart International Series | Alona Bondarenko                 | 6:2, 6:4          | Szachar Pe’er                     | A. Medina Garrigues Sara Errani   | Gisela Dulko Zheng Jie Kirsten Flipkens Carla Suárez Navarro         |
| 11 stycznia | Moorilla Hobart International Hobart International Series | Chuang Chia-jung Květa Peschke   | 3:6, 6:3, 10:7    | Chan Yung-jan Monica Niculescu    | A. Medina Garrigues Sara Errani   | Gisela Dulko Zheng Jie Kirsten Flipkens Carla Suárez Navarro         |
| 18 stycznia | Australian Open Melbourne Wielki Szlem                    | Serena Williams                  | 6:4, 3:6, 6:2     | Justine Henin                     | Li Na Zheng Jie                   | Wiktoryja Azaranka Venus Williams Nadieżda Pietrowa Marija Kirilenko |
| 18 stycznia | Australian Open Melbourne Wielki Szlem                    | Venus Williams Serena Williams   | 6:4, 6:3          | Cara Black Liezel Huber           | Li Na Zheng Jie                   | Wiktoryja Azaranka Venus Williams Nadieżda Pietrowa Marija Kirilenko |

## Luty
| Data      | Turniej                                                                                     | Zwyciężczynie                             | Wynik             | Finalistki                           | Półfinalistki                        | Ćwierćfinalistki                                                     |
| --------- | ------------------------------------------------------------------------------------------- | ----------------------------------------- | ----------------- | ------------------------------------ | ------------------------------------ | -------------------------------------------------------------------- |
| 8 lutego  | Pattaya Women’s Open Pattaya International Series                                           | Wiera Zwonariowa                          | 6:4, 6:4          | Tamarine Tanasugarn                  | J. Szwiedowa Sesił Karatanczewa      | Sybille Bammer Anna Czakwetadze Jekatierina Byczkowa Tatjana Malek   |
| 8 lutego  | Pattaya Women’s Open Pattaya International Series                                           | Marina Erakovic Tamarine Tanasugarn       | 7:5, 6:1          | Anna Czakwetadze Ksienija Pierwak    | J. Szwiedowa Sesił Karatanczewa      | Sybille Bammer Anna Czakwetadze Jekatierina Byczkowa Tatjana Malek   |
| 8 lutego  | Open GDF Suez Paryż Premier Series                                                          | Jelena Diemientjewa                       | 6(5):7, 6:1, 6:4  | Lucie Šafářová                       | Flavia Pennetta Melanie Oudin        | Tathiana Garbin Szachar Pe’er Andrea Petković Ágnes Szávay           |
| 8 lutego  | Open GDF Suez Paryż Premier Series                                                          | Iveta Benešová B. Záhlavová-Strýcová      | walkower          | Cara Black Liezel Huber              | Flavia Pennetta Melanie Oudin        | Tathiana Garbin Szachar Pe’er Andrea Petković Ágnes Szávay           |
| 15 lutego | Barclays Dubai Tennis Championships Dubaj Premier 5                                         | Venus Williams                            | 6:3, 7:5          | Wiktoryja Azaranka                   | Szachar Pe’er A.Radwańska            | Li Na A.Pawluczenkowa Wiera Zwonariowa Regina Kulikowa               |
| 15 lutego | Barclays Dubai Tennis Championships Dubaj Premier 5                                         | N. Llagostera Vives M.J. Martínez Sánchez | 7:6(5), 6:4       | Květa Peschke Katarina Srebotnik     | Szachar Pe’er A.Radwańska            | Li Na A.Pawluczenkowa Wiera Zwonariowa Regina Kulikowa               |
| 15 lutego | Regions Morgan Keegan Championships and the Cellular South Cup Memphis International Series | Marija Szarapowa                          | 6:2, 6:1          | Sofia Arvidsson                      | Petra Kvitová Anne Keothavong        | Elena Baltacha Kaia Kanepi Karolina Šprem Melanie Oudin              |
| 15 lutego | Regions Morgan Keegan Championships and the Cellular South Cup Memphis International Series | Vania King Michaëlla Krajicek             | 7:5, 6:2          | B. Mattek-Sands M. Shaughnessy       | Petra Kvitová Anne Keothavong        | Elena Baltacha Kaia Kanepi Karolina Šprem Melanie Oudin              |
| 15 lutego | Copa Colsanitas Santander Bogota International Series                                       | M. Duque Mariño                           | 6:4, 6:3          | Angelique Kerber                     | Gisela Dulko A.Parra Santonja        | Sandra Záhlavová Pauline Parmentier Sara Errani Klára Zakopalová     |
| 15 lutego | Copa Colsanitas Santander Bogota International Series                                       | Gisela Dulko Edina Gallovits              | 6:2, 7:6(6)       | Olha Sawczuk Anastasija Jakimawa     | Gisela Dulko A.Parra Santonja        | Sandra Záhlavová Pauline Parmentier Sara Errani Klára Zakopalová     |
| 22 lutego | Albierto Mexicano TELCEL Acapulco International Series                                      | Venus Williams                            | 2:6, 6:2, 6:3     | Polona Hercog                        | Edina Gallovits Carla Suárez Navarro | Laura Pous Tió Sharon Fichman Gisela Dulko Ágnes Szávay              |
| 22 lutego | Albierto Mexicano TELCEL Acapulco International Series                                      | Polona Hercog B. Záhlavová-Strýcová       | 2:6, 6:1, 10:2    | Sara Errani Roberta Vinci            | Edina Gallovits Carla Suárez Navarro | Laura Pous Tió Sharon Fichman Gisela Dulko Ágnes Szávay              |
| 22 lutego | Malaysian Open Kuala Lumpur International Series                                            | Alisa Klejbanowa                          | 6:3, 6:2          | Jelena Diemientjewa                  | Sybille Bammer Ayumi Morita          | M. Rybáriková Chang Kai-chen Anastasija Rodionowa Chanelle Scheepers |
| 22 lutego | Malaysian Open Kuala Lumpur International Series                                            | Zheng Jie Chan Yung-jan                   | 6(4):7, 6:2, 10:7 | Anastasija Rodionowa Arina Rodionowa | Sybille Bammer Ayumi Morita          | M. Rybáriková Chang Kai-chen Anastasija Rodionowa Chanelle Scheepers |

## Marzec
| Data     | Turniej                                          | Zwyciężczynie                             | Wynik          | Finalistki                        | Półfinalistki                           | Ćwierćfinalistki                                                 |
| -------- | ------------------------------------------------ | ----------------------------------------- | -------------- | --------------------------------- | --------------------------------------- | ---------------------------------------------------------------- |
| 1 marca  | Monterrey Open Monterrey International Series    | Anastasija Pawluczenkowa                  | 1:6, 6:1, 6:0  | Daniela Hantuchová                | Dominika Cibulková Anastasija Sevastova | Alizé Cornet Klára Zakopalová Ágnes Szávay Vania King            |
| 1 marca  | Monterrey Open Monterrey International Series    | Iveta Benešová Barbora Záhlavová-Strýcová | 3:6, 6:4, 10:8 | Anna-Lena Grönefeld Vania King    | Dominika Cibulková Anastasija Sevastova | Alizé Cornet Klára Zakopalová Ágnes Szávay Vania King            |
| 11 marca | Pacific Life Open Indian Wells Premier Mandatory | Jelena Janković                           | 6:2, 6:4       | Caroline Wozniacki                | Samantha Stosur A.Radwańska             | Alisa Klejbanowa M.J.M.Sánchez Jelena Diemientjewa Zheng Jie     |
| 11 marca | Pacific Life Open Indian Wells Premier Mandatory | Květa Peschke Katarina Srebotnik          | 6:4, 2:6, 10:5 | Nadieżda Pietrowa Samantha Stosur | Samantha Stosur A.Radwańska             | Alisa Klejbanowa M.J.M.Sánchez Jelena Diemientjewa Zheng Jie     |
| 22 marca | Sony Ericsson Open Miami Premier Mandatory       | Kim Clijsters                             | 6:2, 6:1       | Venus Williams                    | Marion Bartoli Justine Henin            | Yanina Wickmayer A. Radwańska Samantha Stosur Caroline Wozniacki |
| 22 marca | Sony Ericsson Open Miami Premier Mandatory       | Gisela Dulko Flavia Pennetta              | 6:3, 4:6, 10:7 | Nadieżda Pietrowa Samantha Stosur | Marion Bartoli Justine Henin            | Yanina Wickmayer A. Radwańska Samantha Stosur Caroline Wozniacki |

## Kwiecień
| Data        | Turniej                                                              | Zwyciężczynie                      | Wynik             | Finalistki                       | Półfinalistki                         | Ćwierćfinalistki                                                       |
| ----------- | -------------------------------------------------------------------- | ---------------------------------- | ----------------- | -------------------------------- | ------------------------------------- | ---------------------------------------------------------------------- |
| 5 kwietnia  | MPS Group Championships Ponte Vedra Beach International Series       | Caroline Wozniacki                 | 6:2, 7:5          | Wolha Hawarcowa                  | Jelena Wiesnina Dominika Cibulková    | A. Pawluczenkowa Melanie Oudin Aleksandra Wozniak Varvara Lepchenko    |
| 5 kwietnia  | MPS Group Championships Ponte Vedra Beach International Series       | B. Mattek-Sands Yan Zi             | 4:6, 6:4, 10:8    | Chuang Chia-jung Peng Shuai      | Jelena Wiesnina Dominika Cibulková    | A. Pawluczenkowa Melanie Oudin Aleksandra Wozniak Varvara Lepchenko    |
| 5 kwietnia  | Andalucia Tennis Experience Marbella International Series            | Flavia Pennetta                    | 6:2, 4:6, 6:3     | Carla Suárez Navarro             | M.J.M. Sánchez Sara Errani            | Wiktoryja Azaranka Tatjana Malek B. García Vidagany Simona Halep       |
| 5 kwietnia  | Andalucia Tennis Experience Marbella International Series            | Sara Errani Roberta Vinci          | 6:4, 6:2          | Marija Kondratjewa J. Szwiedowa  | M.J.M. Sánchez Sara Errani            | Wiktoryja Azaranka Tatjana Malek B. García Vidagany Simona Halep       |
| 12 kwietnia | Family Circle Cup Charleston Premier Series                          | Samantha Stosur                    | 6:0, 6:3          | Wiera Zwonariowa                 | Caroline Wozniacki Daniela Hantuchová | Nadia Pietrowa Melanie Oudin Peng Shuai Jelena Janković                |
| 12 kwietnia | Family Circle Cup Charleston Premier Series                          | Liezel Huber Nadia Pietrowa        | 6:3, 6:4          | Vania King Michaëlla Krajicek    | Caroline Wozniacki Daniela Hantuchová | Nadia Pietrowa Melanie Oudin Peng Shuai Jelena Janković                |
| 12 kwietnia | Barcelona Ladies Open Barcelona International Series                 | F. Schiavone                       | 6:1, 6:1          | Roberta Vinci                    | J. Szwiedowa Alexandra Dulgheru       | Carla Suárez Navarro Iveta Benešová A. Parra Santonja Timea Bacsinszky |
| 12 kwietnia | Barcelona Ladies Open Barcelona International Series                 | Sara Errani Roberta Vinci          | 6:1, 3:6, 10:2    | Timea Bacsinszky Tathiana Garbin | J. Szwiedowa Alexandra Dulgheru       | Carla Suárez Navarro Iveta Benešová A. Parra Santonja Timea Bacsinszky |
| 26 kwietnia | Porsche Tennis Grand Prix Stuttgart Premier Series                   | Justine Henin                      | 6:4, 2:6, 6:1     | Samantha Stosur                  | Szachar Pe’er A. Łapuszczenkowa       | Lucie Šafářová Li Na Jelena Janković Dinara Safina                     |
| 26 kwietnia | Porsche Tennis Grand Prix Stuttgart Premier Series                   | Gisela Dulko Flavia Pennetta       | 3:6, 7:6(3), 10:5 | Květa Peschke Katarina Srebotnik | Szachar Pe’er A. Łapuszczenkowa       | Lucie Šafářová Li Na Jelena Janković Dinara Safina                     |
| 26 kwietnia | Grand Prix de SAR La Princesse Lalla Meryem Fez International Series | Iveta Benešová                     | 6:4, 6:2          | Simona Halep                     | Renata Voráčová Alizé Cornet          | Anne Keothavong Laura Pous Tió Angelique Kerber Patty Schnyder         |
| 26 kwietnia | Grand Prix de SAR La Princesse Lalla Meryem Fez International Series | Iveta Benešová A. Medina Garrigues | 6:3, 6:1          | Lucie Hradecká Renata Voráčová   | Renata Voráčová Alizé Cornet          | Anne Keothavong Laura Pous Tió Angelique Kerber Patty Schnyder         |

## Maj
| Data    | Turniej                                                     | Zwyciężczynie                      | Wynik          | Finalistki                            | Półfinalistki                       | Ćwierćfinalistki                                                         |
| ------- | ----------------------------------------------------------- | ---------------------------------- | -------------- | ------------------------------------- | ----------------------------------- | ------------------------------------------------------------------------ |
| 3 maja  | Internazionali BNL d’Italia Rzym Premier 5                  | M.J.M. Sánchez                     | 7:6(5), 7:5    | Jelena Janković                       | Serena Williams Ana Ivanović        | Marija Kirilenko Venus Williams Nadieżda Pietrowa Lucie Šafářová         |
| 3 maja  | Internazionali BNL d’Italia Rzym Premier 5                  | Gisela Dulko Flavia Pennetta       | 6:4, 6:2       | M.J.M. Sánchez N. Llagostera Vives    | Serena Williams Ana Ivanović        | Marija Kirilenko Venus Williams Nadieżda Pietrowa Lucie Šafářová         |
| 3 maja  | Estoril Open Estoril International Series                   | A. Sevastova                       | 6:2, 7:5       | A. Parra Santonja                     | Peng Shuai Sorana Cîrstea           | Anastasija Rodionowa A. Medina Garrigues Jarmila Groth Arantxa Rus       |
| 3 maja  | Estoril Open Estoril International Series                   | Sorana Cîrstea A. Medina Garrigues | 6:1, 7:5       | Witalija Djaczenko Aurélie Vedy       | Peng Shuai Sorana Cîrstea           | Anastasija Rodionowa A. Medina Garrigues Jarmila Groth Arantxa Rus       |
| 10 maja | Mutua Madrileña Madrid Open Madryt Premier Mandatory        | Aravane Rezaï                      | 6:2, 7:5       | Venus Williams                        | Lucie Šafářová Szachar Pe’er        | Nadieżda Pietrowa Jelena Janković Samantha Stosur Li Na                  |
| 10 maja | Mutua Madrileña Madrid Open Madryt Premier Mandatory        | Serena Williams Venus Williams     | 6:2, 7:5       | Gisela Dulko Flavia Pennetta          | Lucie Šafářová Szachar Pe’er        | Nadieżda Pietrowa Jelena Janković Samantha Stosur Li Na                  |
| 17 maja | Polsat Warsaw Open Warszawa Premier Series                  | Alexandra Dulgheru                 | 6:3, 6:4       | Zheng Jie                             | Gréta Arn Li Na                     | Caroline Wozniacki Alona Bondarenko Sara Errani Cwetana Pironkowa        |
| 17 maja | Polsat Warsaw Open Warszawa Premier Series                  | V. Ruano Pascual M. Shaughnessy    | 6:3, 6:4       | Cara Black Yan Zi                     | Gréta Arn Li Na                     | Caroline Wozniacki Alona Bondarenko Sara Errani Cwetana Pironkowa        |
| 17 maja | Internationaux de Strasbourg Strasburg International Series | Marija Szarapowa                   | 7:5, 6:1       | Kristina Barrois                      | A. Medina Garrigues Vania King      | Julia Görges Sofia Arvidsson A. Sevastova Anastasija Rodionowa           |
| 17 maja | Internationaux de Strasbourg Strasburg International Series | Alizé Cornet Vania King            | 3:6, 6:4, 10:7 | Ałła Kudriawcewa Anastasija Rodionowa | A. Medina Garrigues Vania King      | Julia Görges Sofia Arvidsson A. Sevastova Anastasija Rodionowa           |
| 24 maja | Roland Garros Paryż Wielki Szlem                            | Francesca Schiavone                | 6:4, 7:6(2)    | Samantha Stosur                       | Jelena Janković Jelena Diemientjewa | Serena Williams Jarosława Szwiedowa Caroline Wozniacki Nadieżda Pietrowa |
| 24 maja | Roland Garros Paryż Wielki Szlem                            | Serena Williams Venus Williams     | 6:2, 6:3       | Květa Peschke Katarina Srebotnik      | Jelena Janković Jelena Diemientjewa | Serena Williams Jarosława Szwiedowa Caroline Wozniacki Nadieżda Pietrowa |

## Czerwiec
| Data       | Turniej                                           | Zwyciężczynie                 | Wynik           | Finalistki                       | Półfinalistki                       | Ćwierćfinalistki                                                  |
| ---------- | ------------------------------------------------- | ----------------------------- | --------------- | -------------------------------- | ----------------------------------- | ----------------------------------------------------------------- |
| 7 czerwca  | AEGON Classic Birmingham International Series     | Li Na                         | 7:5, 6:1        | Marija Szarapowa                 | Aravane Rezaï Alison Riske          | Kaia Kanepi Sara Errani Yanina Wickmayer Sesił Karatanczewa       |
| 7 czerwca  | AEGON Classic Birmingham International Series     | Cara Black Lisa Raymond       | 6:3, 3:2 krecz  | Liezel Huber B. Mattek-Sands     | Aravane Rezaï Alison Riske          | Kaia Kanepi Sara Errani Yanina Wickmayer Sesił Karatanczewa       |
| 14 czerwca | AEGON International Eastbourne Premier Series     | J. Makarowa                   | 7:6(5), 6:4     | Wiktoryja Azaranka               | Marion Bartoli Samantha Stosur      | M.J.M. Sánchez Kim Clijsters Elena Baltacha S. Kuzniecowa         |
| 14 czerwca | AEGON International Eastbourne Premier Series     | Lisa Raymond Rennae Stubbs    | 6:2, 2:6, 13:11 | Květa Peschke Katarina Srebotnik | Marion Bartoli Samantha Stosur      | M.J.M. Sánchez Kim Clijsters Elena Baltacha S. Kuzniecowa         |
| 14 czerwca | UNICEF Open ’s-Hertogenbosch International Series | Justine Henin                 | 3:6, 6:3, 6:4   | Andrea Petković                  | Alexandra Dulgheru Kirsten Flipkens | Kristina Barrois J. Szwiedowa Dominika Cibulková Sandra Záhlavová |
| 14 czerwca | UNICEF Open ’s-Hertogenbosch International Series | Ałła Kudriawcewa A. Rodionowa | 3:6, 6:3, 10:6  | Vania King J. Szwiedowa          | Alexandra Dulgheru Kirsten Flipkens | Kristina Barrois J. Szwiedowa Dominika Cibulková Sandra Záhlavová |
| 21 czerwca | Wimbledon Londyn Wielki Szlem                     | Serena Williams               | 6:3, 6:2        | Wiera Zwonariowa                 | Petra Kvitová Cwetana Pironkowa     | Li Na Kaia Kanepi Kim Clijsters Venus Williams                    |
| 21 czerwca | Wimbledon Londyn Wielki Szlem                     | Vania King J. Szwiedowa       | 7:6(6), 6:2     | Jelena Wiesnina Wiera Zwonariowa | Petra Kvitová Cwetana Pironkowa     | Li Na Kaia Kanepi Kim Clijsters Venus Williams                    |

## Lipiec
| Data     | Turniej                                                                    | Zwyciężczynie                         | Wynik             | Finalistki                            | Półfinalistki                        | Ćwierćfinalistki                                                     |
| -------- | -------------------------------------------------------------------------- | ------------------------------------- | ----------------- | ------------------------------------- | ------------------------------------ | -------------------------------------------------------------------- |
| 5 lipca  | Gaz de France Budapest Grand Prix Budapeszt International Series           | Ágnes Szávay                          | 6:2, 6:4          | Patty Schnyder                        | Zuzana Ondrášková Alexandra Dulgheru | Polona Hercog A. Medina Garrigues Alizé Cornet A. Sevastova          |
| 5 lipca  | Gaz de France Budapest Grand Prix Budapeszt International Series           | Timea Bacsinszky Tathiana Garbin      | 6:3, 6:3          | Sorana Cîrstea A. Medina Garrigues    | Zuzana Ondrášková Alexandra Dulgheru | Polona Hercog A. Medina Garrigues Alizé Cornet A. Sevastova          |
| 5 lipca  | Collector Swedish Open Båstad International Series                         | Aravane Rezaï                         | 6:3, 4:6, 6:4     | Gisela Dulko                          | Flavia Pennetta Lucie Šafářová       | Jill Craybas Ana Vrljić B. Záhlavová-Strýcová A. Parra Santonja      |
| 5 lipca  | Collector Swedish Open Båstad International Series                         | Gisela Dulko Flavia Pennetta          | 7:6(0), 6:0       | Renata Voráčová B. Záhlavová-Strýcová | Flavia Pennetta Lucie Šafářová       | Jill Craybas Ana Vrljić B. Záhlavová-Strýcová A. Parra Santonja      |
| 12 lipca | Internazionali Femminili di Tennis di Palermo Palermo International Series | Kaia Kanepi                           | 6:4, 6:3          | Flavia Pennetta                       | Julia Görges Romina Oprandi          | N.Llagostera Vives Jill Craybas Sara Errani Aravane Rezaï            |
| 12 lipca | Internazionali Femminili di Tennis di Palermo Palermo International Series | Alberta Brianti Sara Errani           | 6:4, 6:1          | Jill Craybas Julia Görges             | Julia Görges Romina Oprandi          | N.Llagostera Vives Jill Craybas Sara Errani Aravane Rezaï            |
| 12 lipca | ECM Prague Open Praga International Series                                 | Ágnes Szávay                          | 6:2, 1:6, 6:2     | B. Záhlavová-Strýcová                 | Patty Schnyder Lucie Hradecká        | Johanna Larsson Ana Tatiszwili A.M.Garrigues Polona Hercog           |
| 12 lipca | ECM Prague Open Praga International Series                                 | Timea Bacsinszky Tathiana Garbin      | 7:5, 7:6(4)       | Monica Niculescu Ágnes Szávay         | Patty Schnyder Lucie Hradecká        | Johanna Larsson Ana Tatiszwili A.M.Garrigues Polona Hercog           |
| 19 lipca | Banka Koper Slovenia Open Portorož International Series                    | Anna Czakwetadze                      | 6:1, 6:2          | Johanna Larsson                       | Ksienija Pierwak Polona Hercog       | Anastasija Jakimawa A.Pawluczenkowa Wiera Duszewina Stefanie Vögele  |
| 19 lipca | Banka Koper Slovenia Open Portorož International Series                    | Marija Kondratjewa Vladimíra Uhlířová | 6:4, 2:6, 10:7    | Marina Erakovic Anna Czakwetadze      | Ksienija Pierwak Polona Hercog       | Anastasija Jakimawa A.Pawluczenkowa Wiera Duszewina Stefanie Vögele  |
| 19 lipca | Gastein Ladies Bad Gastein International Series                            | Julia Görges                          | 6:1, 6:4          | Timea Bacsinszky                      | Yvonne Meusburger Alizé Cornet       | Patricia Mayr A.Piwowarowa A.Sevastova Sandra Záhlavová              |
| 19 lipca | Gastein Ladies Bad Gastein International Series                            | Lucie Hradecká A. Medina Garrigues    | 6:7(2), 6:1, 10:5 | Timea Bacsinszky Tathiana Garbin      | Yvonne Meusburger Alizé Cornet       | Patricia Mayr A.Piwowarowa A.Sevastova Sandra Záhlavová              |
| 26 lipca | Bank of the West Classic Stanford Premier Series                           | Wiktoryja Azaranka                    | 6:4, 6:1          | Marija Szarapowa                      | Samantha Stosur A.Radwańska          | Yanina Wickmayer Marion Bartoli Marija Kirilenko Jelena Diemientjewa |
| 26 lipca | Bank of the West Classic Stanford Premier Series                           | Lindsay Davenport Liezel Huber        | 7:5, 6:7(8), 10:8 | Chan Yung-jan Zheng Jie               | Samantha Stosur A.Radwańska          | Yanina Wickmayer Marion Bartoli Marija Kirilenko Jelena Diemientjewa |
| 26 lipca | Istanbul Cup Stambuł International Series                                  | A.Pawluczenkowa                       | 5:7, 7:5, 6:4     | Jelena Wiesnina                       | Andrea Petković Jarmila Groth        | Elena Baltacha Anastasija Rodionowa Sorana Cîrstea Wiera Duszewina   |
| 26 lipca | Istanbul Cup Stambuł International Series                                  | Eleni Daniilidu Jasmin Wöhr           | 6:4, 1:6, 11:9    | Marija Kondratjewa Vladimíra Uhlířová | Andrea Petković Jarmila Groth        | Elena Baltacha Anastasija Rodionowa Sorana Cîrstea Wiera Duszewina   |

## Sierpień
| Data        | Turniej                                                              | Zwyciężczynie                       | Wynik            | Finalistki                                | Półfinalistki                           | Ćwierćfinalistki                                                   |
| ----------- | -------------------------------------------------------------------- | ----------------------------------- | ---------------- | ----------------------------------------- | --------------------------------------- | ------------------------------------------------------------------ |
| 2 sierpnia  | Mercury Insurance Open San Diego Premier Series                      | Swietłana Kuzniecowa                | 6:4, 6:7(7), 6:3 | Agnieszka Radwańska                       | Daniela Hantuchová Flavia Pennetta      | Alisa Klejbanowa Szachar Pe’er Coco Vandeweghe Samantha Stosur     |
| 2 sierpnia  | Mercury Insurance Open San Diego Premier Series                      | Marija Kirilenko Zheng Jie          | 6:4, 6:4         | Lisa Raymond Rennae Stubbs                | Daniela Hantuchová Flavia Pennetta      | Alisa Klejbanowa Szachar Pe’er Coco Vandeweghe Samantha Stosur     |
| 2 sierpnia  | e-Boks Danish Open Kopenhaga International Series                    | Caroline Wozniacki                  | 6:2, 7:6(5)      | Klára Zakopalová                          | Anna Czakwetadze Li Na                  | Julia Görges Polona Hercog Sorana Cîrstea Angelique Kerber         |
| 2 sierpnia  | e-Boks Danish Open Kopenhaga International Series                    | Julia Görges Anna-Lena Grönefeld    | 6:4, 6:4         | Witalija Djaczenko Tacciana Puczak        | Anna Czakwetadze Li Na                  | Julia Görges Polona Hercog Sorana Cîrstea Angelique Kerber         |
| 9 sierpnia  | Western & Southern Financial Group Women’s Open Cincinnati Premier 5 | Kim Clijsters                       | 2:6, 7:6(4), 6:2 | Marija Szarapowa                          | Ana Ivanović A. Pawluczenkowa           | Akgul Amanmuradova Flavia Pennetta Yanina Wickmayer Marion Bartoli |
| 9 sierpnia  | Western & Southern Financial Group Women’s Open Cincinnati Premier 5 | Wiktoryja Azaranka Marija Kirilenko | 7:6(4), 7:6(8)   | Lisa Raymond Rennae Stubbs                | Ana Ivanović A. Pawluczenkowa           | Akgul Amanmuradova Flavia Pennetta Yanina Wickmayer Marion Bartoli |
| 16 sierpnia | Rogers Cup Montreal Premier 5                                        | Caroline Wozniacki                  | 6:3, 6:2         | Wiera Zwonariowa                          | Wiktoryja Azaranka Swietłana Kuzniecowa | Marion Bartoli Kim Clijsters Zheng Jie Francesca Schiavone         |
| 16 sierpnia | Rogers Cup Montreal Premier 5                                        | Gisela Dulko Flavia Pennetta        | 7:5, 3:6, 12:10  | Květa Peschke Katarina Srebotnik          | Wiktoryja Azaranka Swietłana Kuzniecowa | Marion Bartoli Kim Clijsters Zheng Jie Francesca Schiavone         |
| 23 sierpnia | Pilot Pen Tennis New Haven Premier Series                            | Caroline Wozniacki                  | 6:3, 3:6, 6:3    | Nadieżda Pietrowa                         | Jelena Diemientjewa Marija Kirilenko    | Flavia Pennetta Marion Bartoli Dinara Safina Samantha Stosur       |
| 23 sierpnia | Pilot Pen Tennis New Haven Premier Series                            | Květa Peschke Katarina Srebotnik    | 7:5, 6:0         | Bethanie Mattek-Sands Meghann Shaughnessy | Jelena Diemientjewa Marija Kirilenko    | Flavia Pennetta Marion Bartoli Dinara Safina Samantha Stosur       |
| 30 sierpnia | US Open Nowy Jork Wielki Szlem                                       | Kim Clijsters                       | 6:2, 6:1         | Wiera Zwonariowa                          | Caroline Wozniacki Venus Williams       | Dominika Cibulková Kaia Kanepi Francesca Schiavone Samantha Stosur |
| 30 sierpnia | US Open Nowy Jork Wielki Szlem                                       | Vania King Jarosława Szwiedowa      | 2:6, 6:4, 7:6(4) | Liezel Huber Nadieżda Pietrowa            | Caroline Wozniacki Venus Williams       | Dominika Cibulková Kaia Kanepi Francesca Schiavone Samantha Stosur |

## Wrzesień
| Data        | Turniej                                                             | Zwyciężczynie                             | Wynik            | Finalistki                            | Półfinalistki                          | Ćwierćfinalistki                                                      |
| ----------- | ------------------------------------------------------------------- | ----------------------------------------- | ---------------- | ------------------------------------- | -------------------------------------- | --------------------------------------------------------------------- |
| 13 września | Guangzhou International Women’s Open Guangzhou International Series | Jarmila Groth                             | 6:1, 6:4         | Ałła Kudriawcewa                      | Edina Gallovits Zhang Shuai            | Maria Elena Camerin Han Xinyun Sania Mirza Ksienija Pierwak           |
| 13 września | Guangzhou International Women’s Open Guangzhou International Series | Edina Gallovits Sania Mirza               | 7:5, 6:3         | Han Xinyun Liu Wanting                | Edina Gallovits Zhang Shuai            | Maria Elena Camerin Han Xinyun Sania Mirza Ksienija Pierwak           |
| 13 września | Bell Challenge Quebec International Series                          | Tamira Paszek                             | 7:6(6), 2:6, 7:5 | B. Mattek-Sands                       | Lucie Šafářová Christina McHale        | Rebecca Marino Melanie Oudin Alexa Glatch Sofia Arvidsson             |
| 13 września | Bell Challenge Quebec International Series                          | Sofia Arvidsson Johanna Larsson           | 6:1, 2:6, 10:6   | B. Mattek-Sands B. Záhlavová-Strýcová | Lucie Šafářová Christina McHale        | Rebecca Marino Melanie Oudin Alexa Glatch Sofia Arvidsson             |
| 20 września | Hansol Korea Open Seul International Series                         | Alisa Klejbanowa                          | 6:1, 6:3         | Klára Zakopalová                      | Nadieżda Pietrowa Ágnes Szávay         | Kirsten Flipkens Dinara Safina Jekatierina Makarowa Kimiko Date-Krumm |
| 20 września | Hansol Korea Open Seul International Series                         | Julia Görges Polona Hercog                | 6:3, 6:4         | Natalie Grandin Vladimíra Uhlířová    | Nadieżda Pietrowa Ágnes Szávay         | Kirsten Flipkens Dinara Safina Jekatierina Makarowa Kimiko Date-Krumm |
| 20 września | Tashkent Open Taszkent International Series                         | Ałła Kudriawcewa                          | 6:4, 6:4         | Jelena Wiesnina                       | Monica Niculescu Jewgienija Rodina     | Alexandra Dulgheru Darja Kustawa Stefanie Vögele A. Amanmuradova      |
| 20 września | Tashkent Open Taszkent International Series                         | Aleksandra Panowa Tacciana Puczak         | 6:3, 6:4         | Alexandra Dulgheru M. Rybáriková      | Monica Niculescu Jewgienija Rodina     | Alexandra Dulgheru Darja Kustawa Stefanie Vögele A. Amanmuradova      |
| 27 września | Toray Pan Pacific Open Tokio Premier 5                              | Caroline Wozniacki                        | 1:6, 6:2, 6:3    | Jelena Diemientjewa                   | Wiktoryja Azaranka Francesca Schiavone | Agnieszka Radwańska Coco Vandeweghe Kaia Kanepi Wiera Zwonariowa      |
| 27 września | Toray Pan Pacific Open Tokio Premier 5                              | Iveta Benešová Barbora Záhlavová-Strýcová | 6:4, 4:6, 10:8   | Szachar Pe’er Peng Shuai              | Wiktoryja Azaranka Francesca Schiavone | Agnieszka Radwańska Coco Vandeweghe Kaia Kanepi Wiera Zwonariowa      |

## Październik
| Data            | Turniej                                                         | Zwyciężczynie                         | Wynik             | Finalistki                           | Półfinalistki                      | Ćwierćfinalistki                                                           |
| --------------- | --------------------------------------------------------------- | ------------------------------------- | ----------------- | ------------------------------------ | ---------------------------------- | -------------------------------------------------------------------------- |
| 4 października  | China Open Pekin Premier Mandatory                              | Caroline Wozniacki                    | 6:3, 3:6, 6:3     | Wiera Zwonariowa                     | Szachar Pe’er Li Na                | Ana Ivanović Timea Bacsinszky Anastasija Sevastova Francesca Schiavone     |
| 4 października  | China Open Pekin Premier Mandatory                              | Chuang Chia-jung Wolha Hawarcowa      | 7:6(2), 1:6, 10:7 | Gisela Dulko Flavia Pennetta         | Szachar Pe’er Li Na                | Ana Ivanović Timea Bacsinszky Anastasija Sevastova Francesca Schiavone     |
| 11 października | Generali Ladies Linz Linz International Series                  | Ana Ivanović                          | 6:1, 6:2          | Patty Schnyder                       | Roberta Vinci Andrea Petković      | Sara Errani Julia Görges Eleni Daniilidu Daniela Hantuchová                |
| 11 października | Generali Ladies Linz Linz International Series                  | Renata Voráčová B. Záhlavová-Strýcová | 7:5, 7:6(6)       | Květa Peschke Katarina Srebotnik     | Roberta Vinci Andrea Petković      | Sara Errani Julia Görges Eleni Daniilidu Daniela Hantuchová                |
| 11 października | HP Open Osaka International Series                              | Tamarine Tanasugarn                   | 7:5, 6:7(4), 6:1  | Kimiko Date-Krumm                    | Szachar Pe’er Marion Bartoli       | Samantha Stosur Iveta Benešová Chang Kai-chen Jill Craybas                 |
| 11 października | HP Open Osaka International Series                              | Chang Kai-chen Lilia Osterloh         | 6:0, 6:3          | Shūko Aoyama Rika Fujiwara           | Szachar Pe’er Marion Bartoli       | Samantha Stosur Iveta Benešová Chang Kai-chen Jill Craybas                 |
| 18 października | Kremlin Cup Moskwa Premier Series                               | Wiktoryja Azaranka                    | 6:3, 6:4          | Marija Kirilenko                     | Wiera Duszewina M.Martínez Sánchez | Zarina Dijas Anna Czakwetadze Dominika Cibulková Alisa Klejbanowa          |
| 18 października | Kremlin Cup Moskwa Premier Series                               | Gisela Dulko Flavia Pennetta          | 6:3, 3:6, 10:6    | Sara Errani M.J.Martínez Sánchez     | Wiera Duszewina M.Martínez Sánchez | Zarina Dijas Anna Czakwetadze Dominika Cibulková Alisa Klejbanowa          |
| 18 października | FORTIS Championships Luxembourg Luksemburg International Series | Roberta Vinci                         | 6:3, 6:4          | Julia Görges                         | Angelique Kerber Anne Keothavong   | Polona Hercog Ana Ivanović Iveta Benešová Kirsten Flipkens                 |
| 18 października | FORTIS Championships Luxembourg Luksemburg International Series | Timea Bacsinszky Tathiana Garbin      | 6:4, 6:4          | Iveta Benešová B. Záhlavová-Strýcová | Angelique Kerber Anne Keothavong   | Polona Hercog Ana Ivanović Iveta Benešová Kirsten Flipkens                 |
| 25 października | Sony Ericsson Championships Doha Turniej Mistrzyń               | Kim Clijsters                         | 6:3, 5:7, 6:3     | Caroline Wozniacki                   | Samantha Stosur Wiera Zwonariowa   | Francesca Schiavone Jelena Diemientjewa Jelena Janković Wiktoryja Azaranka |
| 25 października | Sony Ericsson Championships Doha Turniej Mistrzyń               | Gisela Dulko Flavia Pennetta          | 7:5, 6:4          | Květa Peschke Katarina Srebotnik     | Samantha Stosur Wiera Zwonariowa   | Francesca Schiavone Jelena Diemientjewa Jelena Janković Wiktoryja Azaranka |

## Listopad
| Data        | Turniej                                                                              | Zwyciężczynie                | Wynik       | Finalistki       | Półfinalistki                        | Ćwierćfinalistki                                              |
| ----------- | ------------------------------------------------------------------------------------ | ---------------------------- | ----------- | ---------------- | ------------------------------------ | ------------------------------------------------------------- |
| 1 listopada | Commonwealth Bank Tournament of Champions Bali Turniej Mistrzyń International Series | Ana Ivanović                 | 6:2, 7:6(5) | Alisa Klejbanowa | Kimiko Date-Krumm Daniela Hantuchová | Li Na Anastasija Pawluczenkowa Yanina Wickmayer Aravane Rezaï |
| 1 listopada | Commonwealth Bank Tournament of Champions Bali Turniej Mistrzyń International Series | gry podwójnej nie rozgrywano |             |                  | Kimiko Date-Krumm Daniela Hantuchová | Li Na Anastasija Pawluczenkowa Yanina Wickmayer Aravane Rezaï |

## Wygrane turnieje
Stan na koniec sezonu

### gra pojedyncza – klasyfikacja tenisistek
| Lp | Wygrane | Tenisistka                  | Państwo           |
| 1  | 6       | Caroline Wozniacki          | Dania             |
| 2  | 5       | Kim Clijsters               | Belgia            |
| 3  | 2       | Jelena Diemientjewa         | Rosja             |
|    | 2       | Venus Williams              | Stany Zjednoczone |
|    | 2       | Marija Szarapowa            | Rosja             |
|    | 2       | Francesca Schiavone         | Włochy            |
|    | 2       | Justine Henin               | Belgia            |
|    | 2       | Serena Williams             | Stany Zjednoczone |
|    | 2       | Aravane Rezaï               | Francja           |
|    | 2       | Ágnes Szávay                | Węgry             |
|    | 2       | Anastasija Pawluczenkowa    | Rosja             |
|    | 2       | Alisa Klejbanowa            | Rosja             |
|    | 2       | Wiktoryja Azaranka          | Białoruś          |
|    | 2       | Ana Ivanović                | Serbia            |
| 4  | 1       | Yanina Wickmayer            | Belgia            |
|    | 1       | Alona Bondarenko            | Ukraina           |
|    | 1       | Wiera Zwonariowa            | Rosja             |
|    | 1       | Mariana Duque Mariño        | Kolumbia          |
|    | 1       | Jelena Janković             | Serbia            |
|    | 1       | Flavia Pennetta             | Włochy            |
|    | 1       | Samantha Stosur             | Australia         |
|    | 1       | Iveta Benešová              | Czechy            |
|    | 1       | María José Martínez Sánchez | Hiszpania         |
|    | 1       | Anastasija Sevastova        | Łotwa             |
|    | 1       | Alexandra Dulgheru          | Rumunia           |
|    | 1       | Li Na                       | Chiny             |
|    | 1       | Jekatierina Makarowa        | Rosja             |
|    | 1       | Kaia Kanepi                 | Estonia           |
|    | 1       | Julia Görges                | Niemcy            |
|    | 1       | Anna Czakwetadze            | Rosja             |
|    | 1       | Swietłana Kuzniecowa        | Rosja             |
|    | 1       | Jarmila Groth               | Australia         |
|    | 1       | Tamira Paszek               | Austria           |
|    | 1       | Ałła Kudriawcewa            | Rosja             |
|    | 1       | Tamarine Tanasugarn         | Tajlandia         |
|    | 1       | Roberta Vinci               | Włochy            |

### gra pojedyncza – klasyfikacja państw
| Lp | Państwo           | Turnieje |
| 1  | Rosja             | 13       |
| 2  | Belgia            | 8        |
| 3  | Dania             | 6        |
| 4  | Stany Zjednoczone | 4        |
| 5  | Włochy            | 3        |
|    | Serbia            | 3        |
| 6  | Francja           | 2        |
|    | Węgry             | 2        |
|    | Australia         | 2        |
|    | Białoruś          | 2        |
| 7  | Ukraina           | 1        |
|    | Kolumbia          | 1        |
|    | Czechy            | 1        |
|    | Hiszpania         | 1        |
|    | Łotwa             | 1        |
|    | Rumunia           | 1        |
|    | Chiny             | 1        |
|    | Estonia           | 1        |
|    | Niemcy            | 1        |
|    | Austria           | 1        |
|    | Tajlandia         | 1        |

### gra podwójna – klasyfikacja tenisistek
| Lp | Wygrane | Tenisistka                  | Państwo           |
| 1  | 8       | Gisela Dulko                | Argentyna         |
| 2  | 7       | Flavia Pennetta             | Włochy            |
| 3  | 5       | Barbora Záhlavová-Strýcová  | Czechy            |
| 4  | 4       | Liezel Huber                | Stany Zjednoczone |
|    | 4       | Vania King                  | Stany Zjednoczone |
|    | 4       | Iveta Benešová              | Czechy            |
| 5  | 3       | Serena Williams             | Stany Zjednoczone |
|    | 3       | Venus Williams              | Stany Zjednoczone |
|    | 3       | Cara Black                  | Zimbabwe          |
|    | 3       | Sara Errani                 | Włochy            |
|    | 3       | Anabel Medina Garrigues     | Hiszpania         |
|    | 3       | Květa Peschke               | Czechy            |
|    | 3       | Timea Bacsinszky            | Szwajcaria        |
|    | 3       | Tathiana Garbin             | Włochy            |
| 6  | 2       | Roberta Vinci               | Włochy            |
|    | 2       | Lisa Raymond                | Stany Zjednoczone |
|    | 2       | Lucie Hradecká              | Czechy            |
|    | 2       | Zheng Jie                   | Chiny             |
|    | 2       | Marija Kirilenko            | Rosja             |
|    | 2       | Katarina Srebotnik          | Słowenia          |
|    | 2       | Jarosława Szwiedowa         | Kazachstan        |
|    | 2       | Edina Gallovits             | Rumunia           |
|    | 2       | Polona Hercog               | Słowenia          |
|    | 2       | Julia Görges                | Niemcy            |
|    | 2       | Chuang Chia-jung            | Chińskie Tajpej   |
| 7  | 1       | Andrea Hlaváčková           | Czechy            |
|    | 1       | Marina Erakovic             | Nowa Zelandia     |
|    | 1       | Tamarine Tanasugarn         | Tajlandia         |
|    | 1       | Nuria Llagostera Vives      | Hiszpania         |
|    | 1       | María José Martínez Sánchez | Hiszpania         |
|    | 1       | Michaëlla Krajicek          | Holandia          |
|    | 1       | Chan Yung-jan               | Chińskie Tajpej   |
|    | 1       | Bethanie Mattek-Sands       | Stany Zjednoczone |
|    | 1       | Yan Zi                      | Chiny             |
|    | 1       | Nadieżda Pietrowa           | Rosja             |
|    | 1       | Sorana Cîrstea              | Rumunia           |
|    | 1       | Virginia Ruano Pascual      | Hiszpania         |
|    | 1       | Meghann Shaughnessy         | Stany Zjednoczone |
|    | 1       | Alizé Cornet                | Francja           |
|    | 1       | Rennae Stubbs               | Australia         |
|    | 1       | Ałła Kudriawcewa            | Rosja             |
|    | 1       | Anastasija Rodionowa        | Australia         |
|    | 1       | Jelena Wiesnina             | Rosja             |
|    | 1       | Wiera Zwonariowa            | Rosja             |
|    | 1       | Alberta Brianti             | Włochy            |
|    | 1       | Marija Kondratjewa          | Rosja             |
|    | 1       | Vladimíra Uhlířová          | Czechy            |
|    | 1       | Lindsay Davenport           | Stany Zjednoczone |
|    | 1       | Eleni Daniilidu             | Grecja            |
|    | 1       | Jasmin Wöhr                 | Niemcy            |
|    | 1       | Anna-Lena Grönefeld         | Niemcy            |
|    | 1       | Wiktoryja Azaranka          | Białoruś          |
|    | 1       | Sania Mirza                 | Indie             |
|    | 1       | Sofia Arvidsson             | Szwecja           |
|    | 1       | Johanna Larsson             | Szwecja           |
|    | 1       | Aleksandra Panowa           | Rosja             |
|    | 1       | Tacciana Puczak             | Białoruś          |
|    | 1       | Wolha Hawarcowa             | Białoruś          |
|    | 1       | Chang Kai-chen              | Chińskie Tajpej   |
|    | 1       | Lilia Osterloh              | Stany Zjednoczone |
|    | 1       | Renata Voráčová             | Czechy            |

### gra podwójna – klasyfikacja państw
| Lp | Państwo           | Turnieje |
| 1  | Stany Zjednoczone | 20       |
| 2  | Czechy            | 17       |
| 3  | Włochy            | 15       |
| 4  | Rosja             | 8        |
| 5  | Argentyna         | 7        |
| 6  | Hiszpania         | 6        |
| 7  | Chińskie Tajpej   | 4        |
| 8  | Zimbabwe          | 3        |
|    | Chiny             | 3        |
|    | Niemcy            | 3        |
|    | Słowenia          | 3        |
|    | Rumunia           | 3        |
|    | Białoruś          | 3        |
|    | Szwajcaria        | 3        |
| 9  | Australia         | 2        |
|    | Kazachstan        | 2        |
|    | Szwecja           | 2        |
| 10 | Nowa Zelandia     | 1        |
|    | Tajlandia         | 1        |
|    | Holandia          | 1        |
|    | Francja           | 1        |
|    | Grecja            | 1        |
|    | Indie             | 1        |

### ogólna klasyfikacja tenisistek
| Lp | Tenisistka                  | Singel | Debel | Mikst | Suma |
| 1  | Flavia Pennetta             | 1      | 7     | 0     | 8    |
|    | Gisela Dulko                | 0      | 8     | 0     | 8    |
| 2  | Caroline Wozniacki          | 6      | 0     | 0     | 6    |
| 3  | Kim Clijsters               | 5      | 0     | 0     | 5    |
|    | Venus Williams              | 2      | 3     | 0     | 5    |
|    | Serena Williams             | 2      | 3     | 0     | 5    |
|    | Iveta Benešová              | 1      | 4     | 0     | 5    |
|    | Barbora Záhlavová-Strýcová  | 0      | 5     | 0     | 5    |
|    | Liezel Huber                | 0      | 4     | 1     | 5    |
|    | Cara Black                  | 0      | 3     | 2     | 5    |
| 4  | Vania King                  | 0      | 4     | 0     | 4    |
| 5  | Wiktoryja Azaranka          | 2      | 1     | 0     | 3    |
|    | Sara Errani                 | 0      | 3     | 0     | 3    |
|    | Anabel Medina Garrigues     | 0      | 3     | 0     | 3    |
|    | Květa Peschke               | 0      | 3     | 0     | 3    |
|    | Roberta Vinci               | 0      | 3     | 0     | 3    |
|    | Timea Bacsinszky            | 0      | 3     | 0     | 3    |
|    | Katarina Srebotnik          | 0      | 2     | 1     | 3    |
| 6  | Jelena Diemientjewa         | 2      | 0     | 0     | 2    |
|    | Marija Szarapowa            | 2      | 0     | 0     | 2    |
|    | Francesca Schiavone         | 2      | 0     | 0     | 2    |
|    | Justine Henin               | 2      | 0     | 0     | 2    |
|    | Aravane Rezaï               | 2      | 0     | 0     | 2    |
|    | Ágnes Szávay                | 2      | 0     | 0     | 2    |
|    | Anastasija Pawluczenkowa    | 2      | 0     | 0     | 2    |
|    | Alisa Klejbanowa            | 2      | 0     | 0     | 2    |
|    | Ana Ivanović                | 2      | 0     | 0     | 2    |
|    | María José Martínez Sánchez | 1      | 1     | 0     | 2    |
|    | Ałła Kudriawcewa            | 1      | 1     | 0     | 2    |
|    | Julia Görges                | 1      | 1     | 0     | 2    |
|    | Tamarine Tanasugarn         | 1      | 1     | 0     | 2    |
|    | Tathiana Garbin             | 0      | 2     | 0     | 2    |
|    | Lisa Raymond                | 0      | 2     | 0     | 2    |
|    | Lucie Hradecká              | 0      | 2     | 0     | 2    |
|    | Zheng Jie                   | 0      | 2     | 0     | 2    |
|    | Marija Kirilenko            | 0      | 2     | 0     | 2    |
|    | Jarosława Szwiedowa         | 0      | 2     | 0     | 2    |
|    | Edina Gallovits             | 0      | 2     | 0     | 2    |
|    | Polona Hercog               | 0      | 2     | 0     | 2    |
|    | Chuang Chia-jung            | 0      | 2     | 0     | 2    |
| 7  | Yanina Wickmayer            | 1      | 0     | 0     | 1    |
|    | Alona Bondarenko            | 1      | 0     | 0     | 1    |
|    | Wiera Zwonariowa            | 1      | 0     | 0     | 1    |
|    | Mariana Duque Mariño        | 1      | 0     | 0     | 1    |
|    | Jelena Janković             | 1      | 0     | 0     | 1    |
|    | Samantha Stosur             | 1      | 0     | 0     | 1    |
|    | Anastasija Sevastova        | 1      | 0     | 0     | 1    |
|    | Alexandra Dulgheru          | 1      | 0     | 0     | 1    |
|    | Li Na                       | 1      | 0     | 0     | 1    |
|    | Jekatierina Makarowa        | 1      | 0     | 0     | 1    |
|    | Kaia Kanepi                 | 1      | 0     | 0     | 1    |
|    | Anna Czakwetadze            | 1      | 0     | 0     | 1    |
|    | Swietłana Kuzniecowa        | 1      | 0     | 0     | 1    |
|    | Jarmila Groth               | 1      | 0     | 0     | 1    |
|    | Tamira Paszek               | 1      | 0     | 0     | 1    |
|    | Roberta Vinci               | 1      | 0     | 0     | 1    |
|    | Andrea Hlaváčková           | 0      | 1     | 0     | 1    |
|    | Marina Erakovic             | 0      | 1     | 0     | 1    |
|    | Nuria Llagostera Vives      | 0      | 1     | 0     | 1    |
|    | Michaëlla Krajicek          | 0      | 1     | 0     | 1    |
|    | Chan Yung-jan               | 0      | 1     | 0     | 1    |
|    | Bethanie Mattek-Sands       | 0      | 1     | 0     | 1    |
|    | Yan Zi                      | 0      | 1     | 0     | 1    |
|    | Nadieżda Pietrowa           | 0      | 1     | 0     | 1    |
|    | Sorana Cîrstea              | 0      | 1     | 0     | 1    |
|    | Virginia Ruano Pascual      | 0      | 1     | 0     | 1    |
|    | Meghann Shaughnessy         | 0      | 1     | 0     | 1    |
|    | Alizé Cornet                | 0      | 1     | 0     | 1    |
|    | Rennae Stubbs               | 0      | 1     | 0     | 1    |
|    | Anastasija Rodionowa        | 0      | 1     | 0     | 1    |
|    | Jelena Wiesnina             | 0      | 1     | 0     | 1    |
|    | Wiera Zwonariowa            | 0      | 1     | 0     | 1    |
|    | Alberta Brianti             | 0      | 1     | 0     | 1    |
|    | Marija Kondratjewa          | 0      | 1     | 0     | 1    |
|    | Vladimíra Uhlířová          | 0      | 1     | 0     | 1    |
|    | Lindsay Davenport           | 0      | 1     | 0     | 1    |
|    | Eleni Daniilidu             | 0      | 1     | 0     | 1    |
|    | Jasmin Wöhr                 | 0      | 1     | 0     | 1    |
|    | Julia Görges                | 0      | 1     | 0     | 1    |
|    | Anna-Lena Grönefeld         | 0      | 1     | 0     | 1    |
|    | Sania Mirza                 | 0      | 1     | 0     | 1    |
|    | Sofia Arvidsson             | 0      | 1     | 0     | 1    |
|    | Johanna Larsson             | 0      | 1     | 0     | 1    |
|    | Aleksandra Panowa           | 0      | 1     | 0     | 1    |
|    | Tacciana Puczak             | 0      | 1     | 0     | 1    |
|    | Wolha Hawarcowa             | 0      | 1     | 0     | 1    |
|    | Chang Kai-chen              | 0      | 1     | 0     | 1    |
|    | Lilia Osterloh              | 0      | 1     | 0     | 1    |
|    | Renata Voráčová             | 0      | 1     | 0     | 1    |

### ogólna klasyfikacja państw
| Lp | Państwo           | Singel | Debel | Mikst | Suma |
| 1  | Stany Zjednoczone | 4      | 20    | 1     | 25   |
| 2  | Rosja             | 13     | 8     | 0     | 21   |
| 3  | Włochy            | 4      | 16    | 0     | 20   |
| 4  | Czechy            | 1      | 17    | 0     | 18   |
| 5  | Belgia            | 8      | 0     | 0     | 8    |
|    | Argentyna         | 0      | 8     | 0     | 8    |
| 6  | Hiszpania         | 1      | 5     | 1     | 7    |
| 7  | Dania             | 6      | 0     | 0     | 6    |
| 8  | Białoruś          | 2      | 3     | 0     | 5    |
|    | Niemcy            | 1      | 4     | 0     | 5    |
|    | Słowenia          | 0      | 4     | 1     | 5    |
|    | Zimbabwe          | 0      | 3     | 2     | 5    |
| 9  | Australia         | 2      | 2     | 0     | 4    |
|    | Chiny             | 1      | 3     | 0     | 4    |
|    | Rumunia           | 1      | 3     | 0     | 4    |
|    | Chińskie Tajpej   | 0      | 4     | 0     | 4    |
| 10 | Serbia            | 3      | 0     | 0     | 3    |
|    | Francja           | 2      | 1     | 0     | 3    |
|    | Szwajcaria        | 0      | 3     | 0     | 3    |
| 11 | Węgry             | 2      | 0     | 0     | 2    |
|    | Tajlandia         | 1      | 1     | 0     | 2    |
|    | Kazachstan        | 0      | 2     | 0     | 2    |
|    | Szwecja           | 0      | 2     | 0     | 2    |
| 12 | Ukraina           | 1      | 0     | 0     | 1    |
|    | Kolumbia          | 1      | 0     | 0     | 1    |
|    | Łotwa             | 1      | 0     | 0     | 1    |
|    | Estonia           | 1      | 0     | 0     | 1    |
|    | Austria           | 1      | 0     | 0     | 1    |
|    | Nowa Zelandia     | 0      | 1     | 0     | 1    |
|    | Holandia          | 0      | 1     | 0     | 1    |
|    | Grecja            | 0      | 1     | 0     | 1    |
|    | Indie             | 0      | 1     | 0     | 1    |

## Obronione tytuły
- Jelena Diemientjewa - Sydney (singiel)
- Serena Williams - Australian Open (singiel, debel), Wimbledon (singiel)
- Venus Williams - Australian Open (debel), Dubaj (singiel), Acapulco (singiel)
- Tamarine Tanasugarn - Pattaya (debel)
- Wiera Zwonariowa - Pattaya (singiel)
- Caroline Wozniacki - Ponte Vedra Beach (singiel), New Haven (singiel)
- Nadieżda Pietrowa - Charleston (debel)
- Alexandra Dulgheru - Warszawa (singiel)
- Cara Black - Birmingham (debel)
- Ágnes Szávay - Budapeszt (singiel)
- Gisela Dulko - Båstad (debel)
- Flavia Pennetta - Båstad (debel)
- Lucie Hradecká - Bad Gastein (debel)
- Vladimíra Uhlířová - Portorož (debel)
- Kim Clijsters - US Open (singiel)
- Tacciana Puczak - Taszkent (debel)